# Franciscus de Rivulo
Franciscus de Rivulo (zm. w 1564 w Gdańsku) – gdański kompozytor, kantor kościoła Mariackiego w Gdańsku.
Co najmniej od 1560 pełnił funkcję kantora w kościele Mariackim. Od 1561 sprawował opiekę nad carillonem, który został wówczas zamontowany na Ratuszu Głównego Miasta.
Francisus de Rivulo był twórcą reprezentującym kunsztowny styl renesansowej polifonii niderlandzkiej. Prawdopodobnie sam pochodził z Niderlandów. Do dziś zachowało się 27 jego utworów (aż 18 z nich przetrwało w gdańskich rękopisach). Osiem motetów kompozytora zostało wydanych w pięciotomowej antologii Thesaurus musicus (wyd. w Norymberdze w 1564).